# Опытный (эсминец)
Эскадренный миноносец «Опытный» (до 25 сентября 1940 года — «Серго Орджоникидзе») — головной корабль и единственный представитель ЭМ проекта 45. Был построен для Советского Военно-Морского Флота в 1935—1941 годах. Главный конструктор В. Л. Бжезинский.

## История
Экспериментальный корабль проекта 45, под стапельным номером 500, был заложен 26 июня 1935 года на Ленинградском заводе им. Жданова по проекту 45, и спущен на воду 8 декабря. До 25 сентября 1940 года именовался ЭМ «Серго Орджоникидзе». С началом Великой Отечественной войны сроки достройки были сокращены. 31 июля 1941 года уже были начаты заводские ходовые испытания по сокращённой программе. И 17 августа 1941 года «Опытный» был передан личному составу во временную эксплуатацию, а 11 сентября уже был зачислен в состав Краснознамённого Балтийского флота ВМФ СССР. 
ЭМ «Опытный» принимал участие в военных действиях во время Великой Отечественной войны, артиллерийским огнём отбивая атаки немецких войск на ближних подступах к Ленинграду в сентябре-октябре 1941 года, израсходовав тогда только снарядов главного калибра 1 036 штук. Ответным огнём противника 15 сентября и 3 октября 1941 года получил повреждения от артиллерийского огня (разрушена труба и котельное отделение). Поставлен на ремонт у стенки судостроительного завода имени А. Марти, в ходе ремонта в октябре артустановки главного калибра были демонтированы. Обратно их установили только к июню 1942 года. С августа 1942 года ЭМ вновь выполнял стрельбы по берегу. Последний раз корабль вёл огонь в январе 1944 года, поддерживая наступавшие войска Ленинградского фронта в ходе Красносельско-Ропшинской наступательной операции.
В марте 1944 года «Опытный» был законсервирован, а 20 июня 1945 года — выведен из боевого состава ВМФ и переклассифицирован в опытовый корабль. «Опытный» был возвращён на верфь для доводки механизмов, однако к этим работам так и не приступили. Около десяти лет эсминец провёл на заводе имени Жданова, лишь изредка отчаливая от причала для участия в морских парадах на Неве. В феврале 1953 года исключён из списков ВМФ СССР. В 1956 году, по решению ОФИ был сдан на слом.

## Тактико-технические характеристики

### Энергетическая установка
Для уменьшения удельной массы ГЭУ и достижения проектной скорости в 42,0 узл. была спроектирована котлотурбинная установка на высоких параметрах пара. В ней были задействованы прямоточные котлы системы профессора Л. К. Рамзина.  

### Вооружение
Уменьшение удельной массы ГЭУ позволяло ощутимо усилить вооружение эсминцев проекта 45, по сравнению с вооружением проекта 7. Согласно данным проекта, на корабле должны были быть установлены двухорудийные башни Б-31, однако их разработка так и не вышла из стадии эскизного проектирования. 
По проекту, вооружение корабля должны были составить:
- Главный калибр: двухорудийные башни 130-мм пушки Б-31;
- Одна 45-мм автоматическая пушка;
- Два 12,7-мм пулемёта.

Фактически же, на «Опытном» установили:
- Главный калибр: Три серийные одноорудийные 130-мм корабельные пушки «Б-13» (образца 1935 года)[6];
- Четыре 45-мм полуавтоматических пушки 21-К[7];
- Три 37-мм автоматических пушки 70-К[8];
- Три 12,7-мм пулемёта: Два одноствольных и один двуствольный.

Помимо это на борту были установлены два четырёхтрубных 533-мм торпедных аппарата и два бомбосбрасывателя, под имевшиеся на борту 60 мин КБ.